# La Tombe
La Tombe település Franciaországban, Seine-et-Marne megyében. Lakosainak száma 201 fő (2022. január 1.). La Tombe Châtenay-sur-Seine, Courcelles-en-Bassée, Gravon, Marolles-sur-Seine és Misy-sur-Yonne községekkel határos.

## Népesség
A település népességének változása:
| Lakosok száma | 221  | 231  | 235  | 224  | 216  | 207  | 203  | 199  | 201  |
|               | 2013 | 2015 | 2016 | 2017 | 2018 | 2019 | 2020 | 2021 | 2022 |